# Olga Ladíjenskaia
  Olga Ladíjenskaia  (rus: Óльга Алекса́ндровна Лады́женская) (pronunciació en : /ˈolʲɡə ɐlʲɪˈksandrəvnə ɫɐˈdɨʐɨnskəɪ̯ə/) (Kologriv, 7 de març de 1922 - Sant Petersburg, 12 de gener de 2004) va ser una matemàtica russa coneguda pel seu treball sobre l'equació diferencial en derivades parcials, les diferències finites, les equacions de Navier-Stokes i la dinàmica de fluids. Va ser nomenada membre de l'Acadèmia de Ciències a la URSS el 1990, i després va ser membre de l'Acadèmia de Ciències de la Federació de Rússia el 1991.
Esdevingué la pensadora més influent de la seva generació. Els seus mètodes per resoldre equacions diferencials parcials continuen sent utilitzats actualment i han estat de gran ajuda per desenvolupar investigacions en diversos camps científics, com la meteorologia, l'aerodinàmica, l'oceanografia i la medicina. És autora de més de 200 articles científics i sis monografies sobre Física Matemàtica.

## Formació i carrera
Ladíjenskaia va néixer i va créixer en Kologriv. Era filla d'un professor de matemàtiques, antic oficial de l'exèrcit rus, Aleksandr Ladízhenski, que li va donar la inspiració i el gust de les matemàtiques, i Anna Mijailovna, d'origen estonià. El seu avi patern, Ivan Aleksàndrovich Ladijenski, és el germà del pintor rus Gennadi Aleksandrovich Ladyjenski.
Olga Ladíjenskaia va intentar entrar a la Facultat de Mecànica i Matemàtiques de la Universitat de Leningrad el 1939, però va ser rebutjada per ser filla d'una víctima de les purgues estalinistes. De fet, l'octubre de 1937, el seu pare va ser arrestat i afusellat per la NKVD per ser «enemic del poble»; el seu oncle, Nikolai Ivànovitx Ladijenski, enginyer en cap de la fàbrica metal·lúrgica Ijstal va ser arrestat i morí a la presó. El destí d'aquests dos homes s'explica a l'Arxipèlag Gulag, d'Aleksandr Soljenitsin, i es menciona Olga Ladyjenskaya a la llista dels 257 «testimonis de l'arxipèlag» de Soljenitsin.
Les dues germanes d'Olga van ser expulsades de l'escola, però a ella se li va permetre acabar els estudis. De 1941 a 1943 va estudiar a l'escola de Kologriw, on el seu pare ensenyava. Admesa finalment el 1943 a la Universitat de Moscou, gràcies a la intervenció personal de la mare d'una alumna, va iniciar els seus estudis de matemàtiques i mecànica de 1943 fins a 1947. Va ser alumna del matemàtic rus Ivan Petrovski, així com d'Israel Gelfand i Andrei Tíkhonov.
El 1947 es va casar amb Andrei Kisselev, matemàtic i historiador de matemàtiques, i es va traslladar a Leningrad, i el 1949 va completar el seu doctorat a Leningrad amb Serguei Sóbolev i la seva habilitació el 1953 a Moscou. El 1953, després de la mort de Stalin, finalment va obtenir el doctorat i va ser professora a la Universitat de Leningrad i investigadora a l'Institut Steklov de Matemàtiques.
El 1949 va ensenyar a la Universitat de Leningrad, on es va convertir en professora de matemàtiques a l'Institut de Física el 1955, amb el títol de professora titular el 1956. El 1961 va ser directora del laboratori de física matemàtica de l'Institut Steklov de Matemàtiques a Leningrad, on va estar com investigadora des de 1954. El 2000 es va retirar.
Va mantenir una estreta amistat amb Aleksandr Soljenitsin i amb la poetessa Anna Akhmàtova, la qual cosa li va implicar enemistats amb les autoritats soviètiques.

## Treballs
Olga Ladíjenskaia va escriure més de 250 treballs sobre matemàtiques. La seva obra cobreix un ampli espectre de temes, des de les equacions diferencials en derivades parcials, passant per les equacions hiperbòliques, fins a les equacions diferencials generades per funcions simètriques dels valors propis hessians, incloent el 19è problema de Hilbert i la dinàmica de fluids.
També es va interessar per la unicitat en la convergència de les sèries de Fourier, o solucions mitjançant l'aproximació per diferències finites.
Va desenvolupar el tractament funcional analític de problemes no lineals estacionaris mitjançant la teoria de graus de Leray-Schauder.
Va produir les primeres proves rigoroses de la convergència del mètode de diferències finites per a les equacions de Navier-Stokes.
Els seus estudis sobre equacions diferencials i equacions de Navier-Stokes, han contribuït enormement al desenvolupament de les investigacions en altres camps científics.

## Premis i distincions
Va ser conferenciant del Noether Lecture el 1994, i el 1998 va ser guanyadora de la Conferència von Neumann. El 2002 va rebre la medalla Lomonosov en honor de tota la seva tasca científica.
Va ser membre de l'Acadèmia Russa de les Ciències (1981), l'Acadèmia Alemanya Leopoldina (1985), l'Acadèmia Americana de les Arts i les Ciències (2001). De 1990 a 1998 va ser la presidenta de la Societat Matemàtica de Sant Petersburg.
Va ser conferenciant convidada el 1983 al Congrés Internacional de Matemàtics de Varsòvia, amb una conferència titulada On finding symmetrical solutions of field theories variational problems, després d'haver intervingut l'any 1962 a Estocolm amb Quasi-linear equations of parabolic and elliptic types i el 1966 a Moscou amb Über einige nichtlineare Aufgaben der Theorie kontinuierlicher Medien.

## Publicacions
- Ladyzhenskaya, Olga A. The Mathematical Theory of Viscous Incompressible Flow (en anglès). 2. 2.  New York–Londres–Paris–Montreal–Tokyo–Melbourne: Gordon and Breach, 1969, p. XVIII+224 (Mathematics and Its Applications).
- Ladyzhenskaya, Olga A.; Solonnikov, V. A.; Ural'ceva, N. N.. Linear and quasi-linear equations of parabolic type (en anglès). 23.  Providence, RI: American Mathematical Society, 1968, p. XI+648 (Translations of Mathematical Monographs).
- Ladyzhenskaya, Olga A.; Uralt'seva, Nina N. Linear and Quasilinear Elliptic Equations (en anglès). 46.  New York i Londres: Academic Press, 1968, p. XVIII+495 (Mathematics in Science and Engineering).
- Ladyzhenskaya, Olga A. The Boundary Value Problems of Mathematical Physics (en anglès). 49.  Berlin–Heidelberg–New York: Springer Verlag, 1985, p. XXX+322 (Applied Mathematical Sciences). ISBN 0-521-39922-X.
- Ladyzhenskaya, Olga A. Attractors for Semigroups and Evolution Equations (en anglès).  Cambridge: Cambridge University Press, 1991, p. xi+73 (Lezioni Lincee).